# Petr Straka
Petr Straka (* 15. června 1992 v Plzni v Československu) je český hokejový útočník hrající v týmu Rytíři Kladno v České hokejové extralize Extraliga ledního hokeje.

## Kariéra

### Mládežnická, dorostenecká a juniorská kariéra
Straka nastupoval v mládežnickém a dorosteneckém věku za Plzeň. V 17 letech odešel hrát do Kanady ligu Quebec Major Junior Hockey League, kde nastupoval za Rimouski Oceánic. Tam byl po sezóně 2009/2010 jmenován do All-Rookie týmu QMJHL a získal trofej pro nejlepšího nováčka QMJHL. Byl draftován týmem Columbus Blue Jackets ve vstupním draftu NHL 2010 v 2. kole na celkově 55. místě. Tentýž rok byl draftován také do KHL ve 2. kole z 39. místa Avangardem Omsk. Po vydařené sezóně se ovšem v další sezóně juniorské ligy QMJHL trápil a zdaleka nedosahoval takových výsledků jako v minulosti. Reputaci si však nahradil v playoff 2012, ve kterém si připsal 22 kanadských bodů ve 21 zápasech. Českou reprezentaci posílil na juniorských šampionátech 2011 a 2012. Před sezónou 2012/13 přestoupil v QMJHL do Baie-Comeau Drakkar a tam se vrátil do své dřívější formy. V 55 utkáních si připsal 82 kanadských bodů a 11. dubna 2013 s ním podepsal smlouvu tým NHL - Philadelphia Flyers.

### Profesionální kariéra
Po podpisu smlouvy s Philadelphií zamířil před sezónou 2013/14 do jejího farmářského týmu - Adirondack Phantoms. Zde se zařadil do ligového průměru. S týmem se nedokázali kvalifikovat do playoff. Po sezóně se s týmem přestěhoval a tým změnil název na Lehigh Valley Phantoms.

## Individuální úspěchy
- 2009-10 - byl jmenován do All-Rookie týmu QMJHL.
- 2009-10 - získal RDS Cup.
- 2009-10 - získal Michel Bergeron Trophy.
- 2009-10 - byl jmenován do All-Rookie týmu Major Junior

## Reprezentační statistiky
| 2009                   | MS 18'                 | 6  | 0 | 0 | 0 | 2  |
| 2011                   | MSJ                    | 6  | 1 | 2 | 3 | 4  |
| 2012                   | MSJ                    | 6  | 0 | 1 | 1 | 27 |
| Juniorská reprezentace | Juniorská reprezentace | 18 | 1 | 3 | 4 | 33 |